# Węgorek octowy
Węgorek octowy (łac. Turbatrix aceti) – nicień żyjący w fermentujących owocach oraz w occie winnym. Jest wytrzymały, potrafi żyć w środowisku o charakterze kwasowym, którego pH jest mniejsze od 2.

## Hodowla
Hodowla węgorka jest mało wymagająca. Nicień toleruje temperatury od 0 do 30 °C, jednak do rozmnażania potrzebuje ciepła, optymalnie 22 °C (temperatura pokojowa). W ciągu 2-3 dni można podwoić ich liczebność.
Węgorki żyją do 10 miesięcy, w wodzie akwariowej ok. 3 dni.

## Budowa
Robakowaty kształt ciała, z przodu ciała otwór gębowy, z tyłu odbyt (u samców występuje stek), samica posiada otwór płciowy. Długość ciała 1-2 mm.

## Zastosowanie
W akwarystyce wykorzystywany do karmienia narybku.